# 173 (liczba)
173 (sto siedemdziesiąt trzy) – liczba naturalna następująca po 172 i poprzedzająca 174.

## W matematyce
- 173 jest czterdziestą liczbą pierwszą, następującą po 167 i poprzedzającą 179[1]
- 173 jest liczbą pierwszą Sophie Germain[2]
- 173 jest sumą kolejnych trzech liczb pierwszych (53 + 59 + 61)
- 173 jest sumą dwóch kwadratów (22 + 132)
- 173 jest palindromem liczbowym, czyli może być czytana w obu kierunkach, w pozycyjnym systemie liczbowym o bazie 12 (212)
- 173 należy do dwóch trójek pitagorejskich (52, 165, 173), (173, 14964, 14965).

## W nauce
- liczba atomowa unsepttrium (niezsyntetyzowany pierwiastek chemiczny)
- galaktyka NGC 173
- planetoida (173) Ino
- kometa krótkookresowa 173P/Mueller

## W kalendarzu
173. dniem w roku jest 22 czerwca (w latach przestępnych jest to 21 czerwca). Zobacz też co wydarzyło się w roku 173, oraz w roku 173 p.n.e.